# Ciocăneşti
Ciocăneşti es una comuna ubicada en el distrito de Dâmbovița, Rumania.

## Superficie
Posee una superficie de 45,73 kilómetros cuadrados.

## Demografía
Hasta 2021 la población era de 5286 habitantes, con una densidad de población de 115,6 habitantes por kilómetro cuadrado.